# 2020年喀什地震
2020年喀什地震是指2020年1月19日21时27分55秒发生于中国新疆维吾尔自治区喀什地区伽师县的强烈地震。此次地震发生于天山山脉南缘的柯坪塔格断裂带，该断裂带活动性较强。发生于该断裂的古地震使得冲积扇破裂，并在柯坪塔格山脚下形成多个断层陡坎，所以中等规模的地震在该地相当普遍，而此次地震也是欧亚板块浅层地壳内逆断层作用产生。
地震发生于晚间时分。该次地震震级为Ms 6.4级、MW 6.0级，震源深度约为16千米，最大烈度为8(VIII)度。此次地震共造成1人死亡和2人受伤，並造成當地公共交通紧急停运并出现不同程度晚点。地震發生後，中國派出許多部隊進行搜救並進行援助。

## 构造机制
此次地震发生于天山山脉南缘的柯坪塔格断裂带。该断裂带活动性较强，长达220千米。发生于该断裂的古地震使得冲积扇破裂，并在柯坪塔格山脚下形成多个断层陡坎。该断裂带所处的喀什－阿图什地区，位于欧亚板块边界以北几百千米处、天山山脉南缘和塔克拉玛干沙漠北缘。该地区地形和地貌复杂，地形相对高差达到千米，被认为是具有山地地震勘探罕见的复杂地貌。
在此次地震震中附近，印度板块正以大约38mm/年的速度向北移动。这两个板块的碰撞推动了喜马拉雅山和青藏高原附近地区的构造运动，产生了喀喇昆仑山脉、帕米尔高原和兴都库什山脉，以及含有世界上最高山峰的喜马拉雅山脉。美国地质调查局通过使用W-phase方法得出的震源机制解的解析结果，认为该次地震发生在倾向西北的浅地层上，或发生在倾向东南的高陡地层上。同时，通过体波得出的震源机制解，该机构得出了类似的结论。最终，得出了该次地震是欧亚板块浅层地壳内逆断层作用产生的结果的结论。
美国地质调查局指出，中等规模的地震在该地相当普遍。在震中距250千米的范围内，过去50年之间发生了13次震级达到了6级的地震。其中6次6.0至6.4级地震非常接近本次地震，如1996年阿图什地震（24人死亡、15000多间房屋被毁）、1998年伽师地震（3人死亡、3600间房屋被毁）、2003年伽师－巴楚地震（260人死亡、70000间房屋倒塌）等。最为严重的是震级达7.7级的1902年喀什地震，其震中就位于此次地震的西北部。然而，即便1902年的地震造成了500多人死亡，且造成了严重的局部破坏，但人们对此地震的影响知之甚少。
在历史上，伽师县就有过多次群震，但一般来说不会造成太大人员伤亡。尤其是1998年伽师地震和2003年伽师－巴楚地震都发生了5至6级地震频发的现象。

## 震害情况
这场地震发生在北京时间2020年1月19日21时27分55秒。地震发生于晚间时分。此次地震震中距离于田县城138千米，和田市区265千米，乌鲁木齐1005千米。震中周边20千米内无村庄分布，50千米内无乡镇驻地分布。距离最近的乡级集镇是阿羌乡。在本次地震震中附近20千米的极震区由近到远分属西克尔库勒镇、卧里托格拉克镇和古勒鲁克乡辖区。新疆西部城市喀什市震感强烈。古勒鲁克乡五村的一位村民对传媒表示，他在地震发生时感受到了剧烈摇晃，人无法站稳，震感大概持续了二三十秒。同时还听到了像打雷一样的剧烈响声。
应急管理部消防救援局表示，至20日20时，震中两公里范围内的受灾村庄的房屋206处中，有围墙开裂脱落68处，倒塌122处，房屋坍塌8间。初步统计各处灾区共有4间自建商铺倒塌、52间房屋中度开裂、955间房屋轻度裂缝，1084米围墙倒塌、5574米围墙裂缝。
伽师县有居民房屋出现裂缝。巴楚县一家超市内一片狼藉。喀什市内有部分门面棚和围墙倒塌。西克尔水库大坝出现险情，大坝上出现轻微裂缝及渗水点20多个，需要进行加固处理。该大坝开展了险情排查，对发现的轻微裂缝进行了加固处理。地震造成4条10千伏输电线路受损，震区内多座公众移动通信基站因供电线路损坏而中断。震区4827名居民被紧急转移到3处安置点临时避难。
交通方面，314国道震中附近路段出现多处裂缝和路面拱起。西克尔跨线桥因地震受损明显，桥墩桥体有多处裂缝。中国铁路乌鲁木齐局集团表示，受地震影响，南疆铁路科那站至喀什站、喀和铁路喀什站至克孜勒站进行区间封锁。因此，伊宁至和田K9718次列车、乌鲁木齐至和田7556次列车、乌鲁木齐至和田Y962次列车、和田至乌鲁木齐T9542次列车、和田至乌鲁木齐7558次列车、和田至乌鲁木齐T9528次列车、和田至伊宁K9720次列车、和田至喀什T9536次列车、和田至乌鲁木齐Y964次列车紧急停运并出现不同程度晚点。

## 观测研究
据中国地震台网测定，该次地震发生于北纬39.83度、东经77.21度的中国新疆维吾尔自治区喀什地区伽师县，震级为Ms 6.4级，震源深度约为16千米。
美国地质调查局测定，此次地震震级MW 6.0级，震中位于北纬39.831度、东经77.106度的克孜勒苏柯尔克孜自治州阿图什市阿扎克乡东东北86千米处地域，震源深度约为5.6（±3.0）千米，最大烈度为8（VIII）度。欧洲地中海地震中心测得的震级与美国相同，均为MW 6.0。而GFZ德国地球科学研究中心测得的震级为MW 6.1，震源深度为16千米。
美国地质调查局通过在线互联网震感调查页面共收到了9份震感报告。然而，这9份震感报告的震中距均超过了373千米，因此计算出的烈度仅为4(IV)度。但通过数学模型模拟后，得出了震中距10千米处的最大烈度可达7(VII)度以上的结论。此次地震已被美国地质调查局列入2020年显著地震列表。
6.4级主震发生后，中国地震局共记录到3.0级及以上余震10次，最大余震为5.2级。中国地震台网中心首席预报员孙士鋐通过分析地震发生几十小时内的活动情况，认为此次地震属于群震。

## 震后响应
中华人民共和国应急管理部及应急管理部消防救援局表示，新疆维吾尔自治区消防救援总队已派出喀什地区消防救援支队、克孜勒苏柯尔克孜自治州消防救援支队的28辆消防车、116名消防指战员展开搜救。消防部门集结66辆消防车、314名指战员、7头搜救犬及的50台挖掘机待命。应急管理部消防救援局指令中国救援队及北京、河北、内蒙古、上海、浙江、河南、四川、陕西、甘肃、新疆等10个消防救援总队的2626名消防员参加演练，在必要情况下可通过空中、陆路和公铁、空铁等联运方式向震区开进。应急管理部森林消防局指，新疆维吾尔自治区森林消防总队阿克苏大队已前往震区救援。中华人民共和国财政部、应急管理部表示，两部委已向新疆紧急预拨中央自然灾害救灾资金3000万元。
国家减灾委员会、应急管理部会同国家粮食和物资储备局向新疆灾区紧急调拨5000顶棉帐篷、5000张折叠床、1万床棉被和2万件棉大衣等中央救灾物资。新疆维吾尔自治区民政厅指，该厅已调拨帐篷500顶、棉被200床、棉大衣2000件、折叠床2000张、被褥2000床作为救灾物资。
中国人民解放军新疆军区喀什军分区震后紧急启动应急预案，并命令伽师县人民武装部官兵和民兵应急分队组织救援力量迅速开赴现场展开搜救工作。中国人民武装警察部队新疆维吾尔自治区总队派出距离震中最近的武警喀什支队伽师中队的20名官兵，前往受灾较为严重的伽师县西克尔库勒镇开展救援行动。